# هاني مرتضى
هاني محسن مرتضى(1357هـ ـ 1434هـ /1939م ـ 2022م) طبيب أطفال وأكاديمي سوري من دمشق.

## ولادته وتحصيله
وَلد هاني محسن مرتضى في حي الأمين بدمشق عام 1939م. تلقى تعليمه الابتدائي والثانوي في المدرسة المحسنية بدمشق، والتي كانت تعتبر من المدارس العريقة في المدينة. درس الطب في جامعة دمشق (الجامعة السورية آنذاك) وتخرج عام 1965. حاملاً شهادة في الطب العام. بعد تخرجه، اتجه نحو التخصص في طب الأطفال، وهو فرع الطب الذي يعنى بصحة الأطفال والأمراض التي تصيبهم.أكمل تخصصه في طب الأطفال وحصل على شهادات عليا من كندا والولايات المتحدة في هذا المجال والأمراض الإنتانية عند الأطفال.عاد إلى دمشق وافتتح عيادة طبية استمرت حتى عام 2011، بالإضافة إلى التدريس المستمر في جامعة دمشق منذ عام 1975.

## عمله ووظائفه
كان متوليًا لشؤون مقام السيدة زينب (ع) منذ عام 1975 وحتى وفاته.شغل منصب رئيس مجلس إدارة مشفى الأطفال بين عامي 1987 و1991ترأس جمعية أطباء الأطفال السورية بين عامي 1989 و1995..شغل منصب عميد كلية الطب في جامعة دمشق من عام 1992 إلى عام 2000.تولى منصب رئيس جامعة دمشق من عام 2000 إلى عام 2003، خلفاً للدكتور عبد الغني ماء البارد.عُين وزيراً للتعليم العالي في حكومة المهندس محمد ناجي العطري من عام 2003 إلى عام 2006، خلفاً للدكتور حسان ريشة. يُذكر أنه كان مستقلاً ولم يكن منتمياً لاي حزب . شهدت فترة توليه الوزارة افتتاح عدد من الجامعات الخاصة. خلال فترة وزارته، اتخذ قرارات مثل إلغاء لون "الكاكي" في المدارس، تدريس مادة "القومية الاشتراكية"، تضمين التدريب العسكري في الجامعات، والسماح بتأسيس جامعات خاصة.

## التكريمات والتقديرات
- وسام أكاديمية ألبرت شوايزر (2001)
- جوائز تقديرية من جمعيات أطباء الأطفال
- جائزة تكريم من المجمع الثقافي العربي في بيروت
- تكريم خاص من الحكومة الإيرانية

## وفاته
توفي الأستاذ الدكتور هاني بن محسن مرتضى في 24 كانون الأول 2022 عن عمر يناهز 83 عامًا،